# Пчельники (Крым)
Пче́льники (до 1948 года Аранда́; укр.  Пчільники, крымскотат. Aranda, Аранда) — село в Советском районе Республики Крым, входит в состав Заветненского сельского поселения (согласно административно-территориальному делению Украины — Заветненского сельского совета Автономной Республики Крым).

## Население
| 2001 | 2014 |
| ---- | ---- |
| 646  | ↘528 |

Всеукраинская перепись 2001 года показала следующее распределение по носителям языка
| Язык             | Процент |
| ---------------- | ------- |
| русский          | 66.87   |
| крымскотатарский | 14.71   |
| украинский       | 9.44    |
| другие           | 1.08    |

### Динамика численности
| - 1915 год — 0/5 чел. - 1926 год — 99 чел. - 1939 год — 174 чел. - 1989 год — 578 чел. | - 2001 год — 646 чел. - 2009 год — 591 чел. - 2014 год — 528 чел. |

## Современное состояние
На 2017 год в Пчельниках числится 3 улицы — Луговая, Первомайская и Широкая; на 2009 год, по данным сельсовета, село занимало площадь 84,4 гектара на которой, в 221 дворе, проживал 591 человек. В селе действует сельский клуб, библиотека-филиал № 14, фельдшерско-акушерский пункт. Пчельники связаны автобусным сообщением с райцентром, Симферополем и соседними населёнными пунктами.

## География
Пчельники — село на западе района, в степном Крыму, у границы с Нижнегорским районом, высота над уровнем моря — 49 м. Ближайшие сёла — Заветное в 2,5 км на север, Привольное в 5 км на юг и Фрунзе Нижнегорского района в 5,5 км на запад. Райцентр Советский — примерно в 16 километрах (по шоссе), там же ближайшая железнодорожная станция — Краснофлотская (на линии Джанкой — Феодосия). Транспортное сообщение осуществляется по региональным автодорогам 35Н-580 Советский — Привольное и 35Н-565 Пчельники — Новый Мир (по украинской классификации — С-0-11423 и С-0-11407).

## История
Впервые в исторических документах название встречается в Статистическом справочнике Таврической губернии 1915 года, согласно которому в экономии Аранда Андреевской волости Феодосийского уезда числился 1 двор с немецким населением в количестве 5 человек «посторонних» жителей, из которых 2 мужчины и 3 женщины. В экономии числилось 220 десятин удобной земли. В хозяйстве имелось 16 лошадей, 8 волов, 7 коров и 9 голов мелкого скота (по энциклопедическому словарю «Немцы России» немецкий хутор Болечик Фота).
Еврейская земледельческая артель Работник (Аранда) была создана на базе немецкого хутора по инициативе КОМЗЕТа весной 1925 года. Согласно Списку населённых пунктов Крымской АССР по Всесоюзной переписи 17 декабря 1926 года, в селе Аранда, Саурчинского сельсовета (в котором село состоит всю дальнейшую историю) Феодосийского района, числился 31 двор, из них 29 крестьянских, население составляло 99 человек, из них 96 евреев, 1 русский, 1 украинец, 1 немец. Постановлением ВЦИК «О реорганизации сети районов Крымской АССР» от 30 октября 1930 года Феодосийский район был упразднён и был создан Сейтлерский район (по другим сведениям 15 сентября 1931 года), в который включили село, а с образованием в 1935 году Ичкинского — в состав нового района. В годы коллективизации был образован колхоз «Ленин-Вег». По данным всесоюзной переписи населения 1939 года в селе проживало 174 человека. Вскоре после начала отечественной войны часть еврейского населения Крыма была эвакуирована, из оставшихся под оккупацией большинство расстреляны.
В годы Великой Отечественной войны, в феврале — апреле 1944 года, двое подпольщиков, жителей села Аранда — Анастасия Новикова и Александр Романов были арестованы и расстреляны гитлеровцами в селе Окречь. В апреле 1944 года погибшие были перезахоронены на кладбище Аранды. В 1975 году на братской могиле учителями и учащимися Заветненской средней школы был установлен памятник.
После освобождения Крыма от фашистов, 12 августа 1944 года было принято постановление № ГОКО-6372с «О переселении колхозников в районы Крыма» и в сентябре 1944 года в район приехали первые новоселы (180 семей) из Тамбовской области, а в начале 1950-х годов последовала вторая волна переселенцев из различных областей Украины. С 25 июня 1946 года Аранда в составе Крымской области РСФСР. Указом Президиума Верховного Совета РСФСР от 18 мая 1948 года, Аранду переименовали в Пчельники. В 1950 году местный колхоз объединён с колхозом «18 партсъезд» мниепод назва колхоз им. Жданова. 26 апреля 1954 года Крымская область была передана из состава РСФСР в состав УССР. В 1958 году хозяйства объединились в один колхоз «Победа», с центральной усадьбой в селе Заветное.
Указом Президиума Верховного Совета УССР «Об укрупнении сельских районов Крымской области», от 30 декабря 1962 года Советский район был упразднён и село присоединили к Нижнегорскому. 8 декабря 1966 года Советский район был восстановлен и село вновь включили в его состав. По данным переписи 1989 года в селе проживало 578 человек. С 12 февраля 1991 года село в восстановленной Крымской АССР, 26 февраля 1992 года переименованной в Автономную Республику Крым. С 21 марта 2014 года в составе Крыма аннексировано Россией.